# حرف العمري (الرضمة)

تعديل مصدري - تعديل

حرف العمرى هي إحدى قرى عزلة كحلان بمديرية الرضمة التابعة لمحافظة إب، بلغ تعداد سكانها 623 نسمة حسب تعداد اليمن لعام 2004.